# Christopher Gist
Christopher Gist (Maryland, 1706 – Ohio Vallei, juli 1759) was een Amerikaanse pionier, ontdekkingsreiziger, landmeter en kolonist. Hij wordt beschouwd als een van de eerste westerse verkenners van het gebied ten westen van de Appalachen en speelde een belangrijke rol in de vroege Britse expansie in Noord-Amerika.

## Biografie
Christopher Gist werd geboren rond 1706 in Maryland, in een familie van Engelse kolonisten. Hij vestigde zich later in het gebied dat nu West Virginia is en werd daar actief als landmeter en ontdekkingsreiziger.

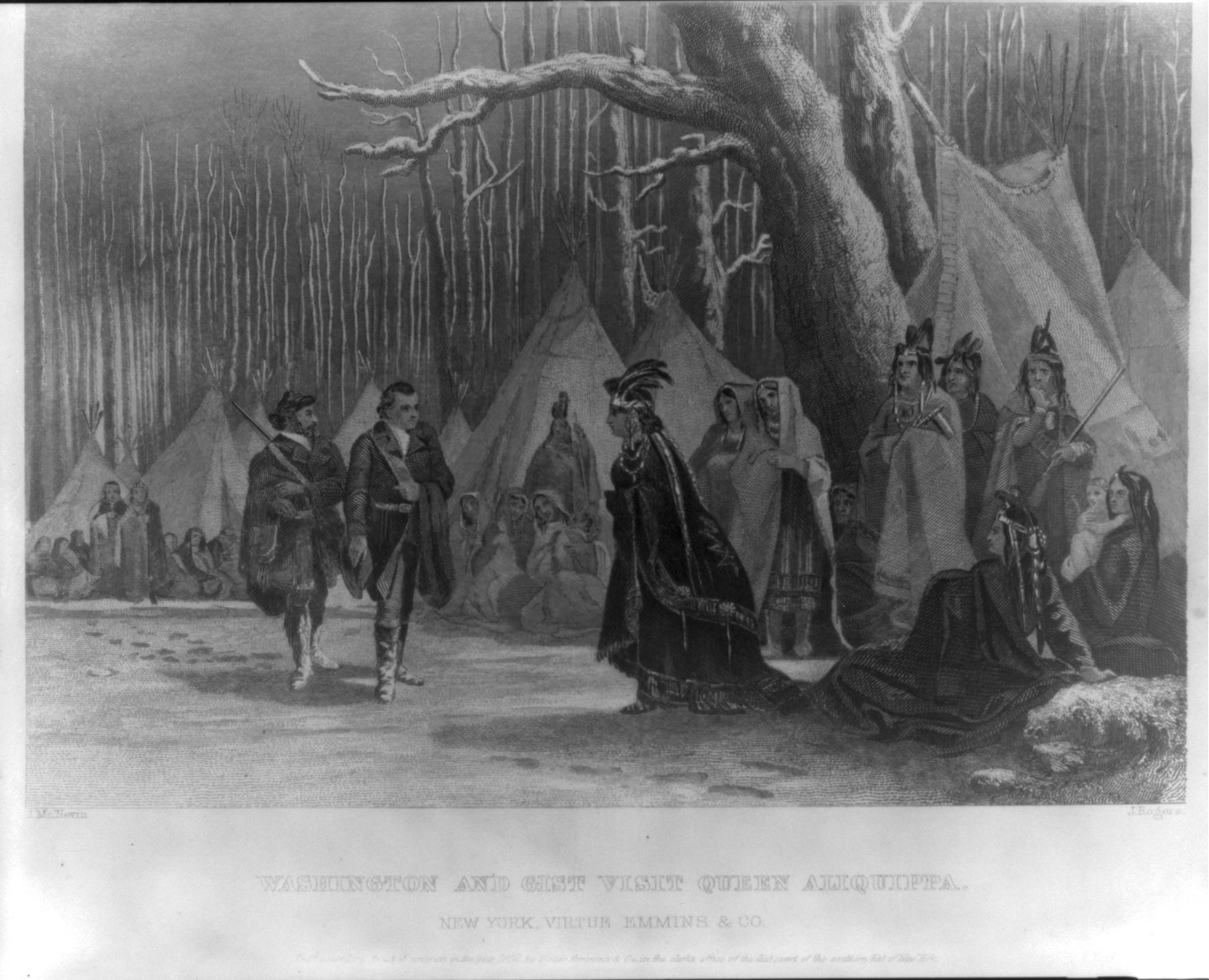
Washington en Gist bezoeken koningin Aliquippa.

In dienst van de Ohio Company of Virginia, een groep koloniale speculanten die landrechten in de Ohio-vallei wilde verkrijgen, verkende Gist tussen 1750 en 1753 grote delen van het huidige Ohio, Kentucky en West Virginia. Hij maakte nauwkeurige kaarten en stelde waardevolle rapporten op over het land, de natuurlijke hulpbronnen en de inheemse volken. Zijn verslagen werden van groot belang voor de Britse koloniale strategie in het gebied.

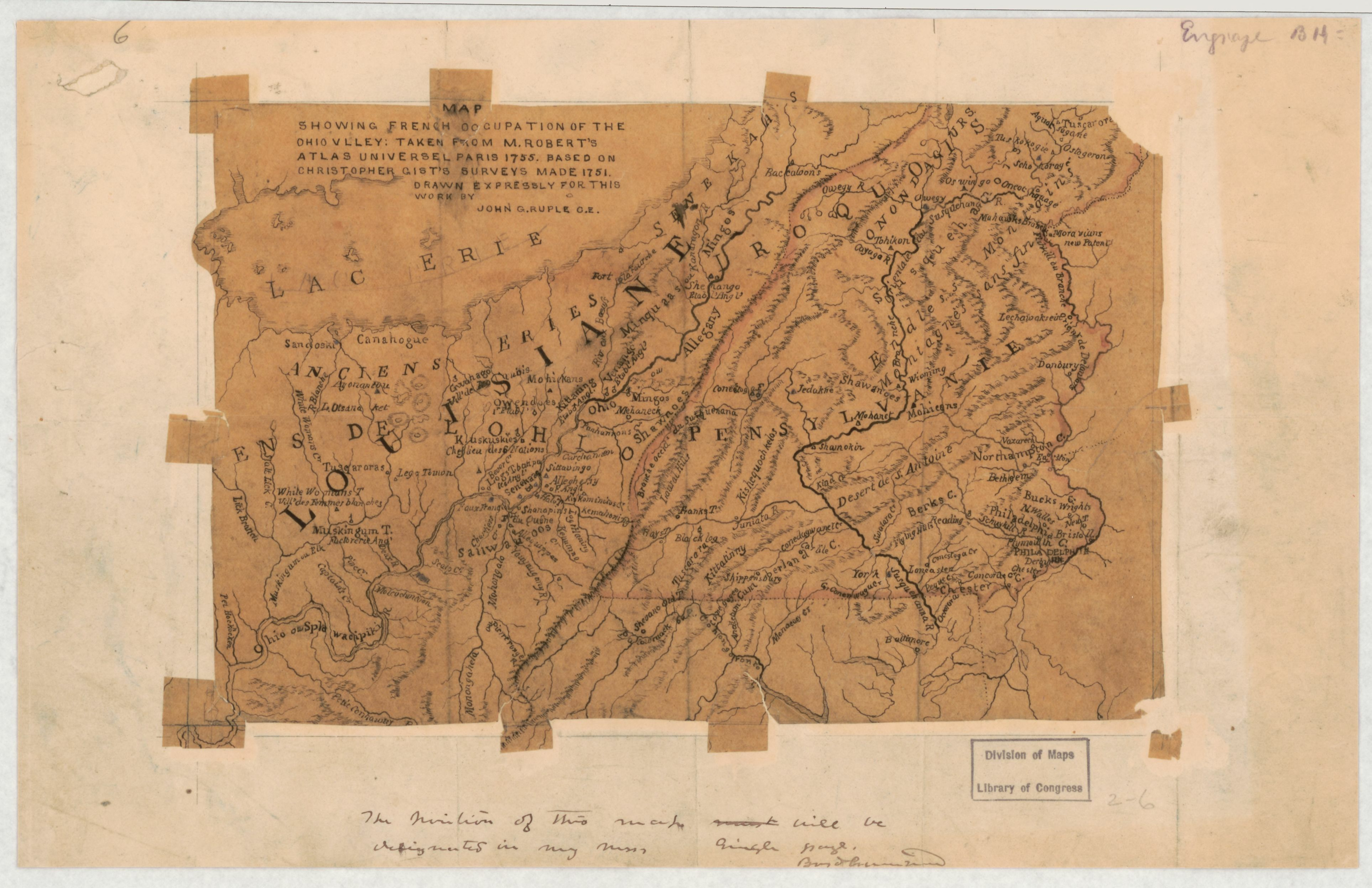
Kaart die de Franse bezetting van de Ohio-vallei toont - afkomstig uit de Atlas universel van de heer Robert, Parijs 1755 - gebaseerd op de landmetingen van Christopher Gist uit 1751.

In 1753 vergezelde Gist de jonge George Washington op een diplomatieke missie naar Fort Le Boeuf, met de opdracht om de Fransen te vragen zich terug te trekken uit het gebied dat de Britten als hun territorium claimden. Deze expeditie was een belangrijke aanloop naar de Franse en Indiaanse Oorlog (1754–1763).
Gist diende tijdens deze oorlog als gids en verkenner voor Britse troepen. In 1759 overleed hij, vermoedelijk aan pokken, tijdens een expeditie in het gebied van de Ohio-vallei.

## Ontmoeting met koningin Aliquippa
Tijdens hun diplomatieke missie in 1753 naar Fort Le Boeuf bezochten George Washington en Christopher Gist ook koningin Aliquippa, een invloedrijke leider van de Seneca (Irokezen) nabij de samenvloeiing van de Monongahela- en Youghiogheny-rivieren in het huidige Pennsylvania. Koningin Aliquippa had haar kamp vlak bij de monding van de Youghiogheny. Washington erkende in zijn verslag dat hij haar aanvankelijk niet de gebruikelijke geschenken had aangeboden, wat zij als een belediging opvatte. Om de relaties te herstellen, bezocht Washington haar alsnog en overhandigde hij geschenken, waaronder een fles rum en een deken.
Koningin Aliquippa waardeerde dit gebaar, waardoor de diplomatieke betrekkingen tussen de Britse delegatie en haar volk behouden bleven. Deze ontmoeting illustreert het belang van inheemse allianties en de respectvolle behandeling van stamhoofden tijdens de vroege Britse onderhandelingen in de Ohio-vallei.

## Nalatenschap
Christopher Gist wordt gezien als een van de grondleggers van de Britse verkenning in de Ohio-regio en zijn kaarten en dagboeken leverden een waardevolle bijdrage aan de geografische kennis van Noord-Amerika in de 18e eeuw.
- Gemeinsame Normdatei: 1055726403
- International Standard Name Identifier: 0000 0000 2697 1834
- Library of Congress Control Number: n84140169
- Nederlandse Thesaurus van Auteursnamen: 130255130
- SNAC: w6959tk9
- Virtual International Authority File: 45706600
- WorldCat: E39PBJg8GM8J8B4FVKWwbjYVmd